# Sievekingia hirtzii
Sievekingia hirtzii là một loài thực vật có hoa trong họ Lan. Loài này được Waldv. miêu tả khoa học đầu tiên năm 1977.